# Carlos Vereza
Carlos Alberto Vereza de Almeida OMC (Rio de Janeiro, 4 de março de 1939) é um ator brasileiro.

## Vida e carreira
Filho de Walter de Almeida, pintor de paredes, e de Ruth Rodrigues Vereza, enfermeira, neta de italianos, Carlos Vereza nasceu no subúrbio carioca de Madureira.
Autodidata, ele começou sua carreira de ator em 1959, atuando como figurante de um comercial na extinta TV Tupi. Fascinado por televisão, era frequentador de programas de auditório. Um dia, estava na porta da emissora, na Urca, quando ouviu um diretor reclamar da falta de um ator e, rapidamente, se ofereceu para substituí-lo. Pouco tempo depois, foi contratado e começou a trabalhar no programa Noite de Gala. Na Tupi conheceu Oduvaldo Vianna Filho. Vianinha o levou para o CPC, cuja sede funcionava no prédio da UNE. Lá, Vereza permaneceu por três anos, fazendo teatro de rua. Nessa época também participavam do CPC Ferreira Gullar, Arnaldo Jabor, Flávio Migliaccio, Cacá Diegues, Helena Ignez, João das Neves e Francisco Milani, entre muitos outros. Após o golpe militar de 1964, o fechamento da UNE e dos CPCs, Vereza fez teatro com Antonio Abujamra. Em 1969, ingressou na TV Globo, convidado por Dias Gomes. Voltou para a Tupi, por pouco tempo, e, novamente para a Globo, onde participou de um grande número de telenovelas. Por mais de 20 anos, Vereza foi militante do Partido Comunista Brasileiro.
Vereza atuou em mais de trinta peças teatrais e escreveu duas: Nó Cego (1977) e Transaminases (1980). Esta última satirizava a tortura numa cela, situação que viveu por duas vezes durante o regime militar. Nesse período, foi ativo na defesa dos interesses de sua categoria, protestando contra as más condições de trabalho dos atores e  a falta de regulamentação da  profissão de ator. Seu nome chegou a ser indicado para a presidência do Sindicato dos Artistas. Em 1984, conquistou o mais importante prêmio do teatro brasileiro da época -  o Molière - por sua interpretação do repórter Felipe na peça No Brilho da Gota de Sangue, escrita e dirigida por Domingos Oliveira.
No cinema, atuou em mais de dez filmes, entre eles Memórias do Cárcere (1984), de Nelson Pereira dos Santos, no qual interpretou  Graciliano Ramos. Por esse trabalho, o ator recebeu vários prêmios, dentre os quais, o Pavão de Ouro, no 10º Festival Internacional de Cinema da Índia.
Em 1990, na sequência de um acidente que lhe afetou a audição, Vereza aderiu ao espiritismo.
Em 25 de abril de 2016, justamente no seu aniversário de 75 anos, o ator Umberto Magnani, que estava no elenco da telenovela Velho Chico, é hospitalizado em estado de emergência e deixa a produção, vindo a falecer no dia 27. Em seu lugar, Vereza, que havia acabado de tirar férias da novela Além do Tempo, entra como o padre Benício.

## Filmografia

### Televisão
| Ano  | Título                     | Personagem                     | Nota                                                    |
| ---- | -------------------------- | ------------------------------ | ------------------------------------------------------- |
| 1969 | Um Gosto Amargo de Festa   | Tadeu                          |                                                         |
| 1969 | A Ponte dos Suspiros       | Dr. Vilarim                    |                                                         |
| 1970 | Assim na Terra como no Céu | Ricardinho                     |                                                         |
| 1971 | O Cafona                   | Rogério                        |                                                         |
| 1972 | Selva de Pedra             | Argemiro Tavares (Miro)        |                                                         |
| 1972 | Caso Especial              | Beto                           | Episódio: "História de Subúrbio"                        |
| 1973 | Caso Especial              | Antônio/ Tipim/ Vinte e um     | Episódio: "O Duelo"                                     |
| 1973 | Caso Especial              | Pedro                          | Episódio: "Irmão Mar, Irmã Terra"                       |
| 1973 | Cavalo de Aço              | Santo                          |                                                         |
| 1974 | O Rebu                     | Laio Martins                   |                                                         |
| 1974 | Supermanoela               | Solano                         |                                                         |
| 1975 | Caso Especial              | Caio                           | Episódio: "Silêncio"                                    |
| 1977 | Caso Especial              | Fernando                       | Episódio: "A Ordem Natural das Coisas"                  |
| 1978 | Aritana                    | Julião                         |                                                         |
| 1980 | Coração Alado              | Gabriel Pitanga                |                                                         |
| 1981 | Jogo da Vida               | Lafaiete "Badaró"              |                                                         |
| 1982 | Sétimo Sentido             | André                          |                                                         |
| 1982 | Caso Verdade               | Otávio Pimenta                 | Episódio: "Um Engano Mortal"                            |
| 1983 | Eu Prometo                 | Jairo Cantomaia                |                                                         |
| 1983 | Guerra dos Sexos           | Rodrigo Ramirez                |                                                         |
| 1983 | Caso Especial              | Artemy                         | Episódio: "O Inspetor Geral"                            |
| 1984 | Padre Cícero               | Saul                           |                                                         |
| 1985 | Caso Verdade               | Jake Grimm                     | Episódio: "Os Irmãos Grimm"                             |
| 1986 | Carne de Sol               | —                              |                                                         |
| 1987 | Direito de Amar            | Senhor Francisco de Montserrat |                                                         |
| 1988 | Caso Especial              | Milton                         | Episódio: "O Dia Mais Quente do Ano"                    |
| 1989 | Pacto de Sangue            | Queiroz Antunes                |                                                         |
| 1992 | De Corpo e Alma            | Vidal (Edílson Vidal)          |                                                         |
| 1992 | Você Decide                | Padre Vicente Nogueira         | Episódio: "Justiça de Deus"                             |
| 1993 | Agosto                     | Comissário Pádua               |                                                         |
| 1994 | A Madona de Cedro          | Vilanova                       |                                                         |
| 1994 | Você Decide                | Macedo                         | Episódio: "Amigo do Peito"                              |
| 1994 | Pátria Minha               | Max Laport                     |                                                         |
| 1995 | Cara & Coroa               | Amorim                         |                                                         |
| 1996 | O Fim do Mundo             | Doutor Pestana                 |                                                         |
| 1996 | O Rei do Gado              | Senador Roberto Caxias         |                                                         |
| 1998 | Hilda Furacão              | Lorca                          |                                                         |
| 1998 | Corpo Dourado              | Silveira / Coronel Tinoco      |                                                         |
| 1999 | Você Decide                | Vários personagens             | 3 episódios                                             |
| 2000 | O Cravo e a Rosa           | Dr. Joaquim de Almeida Leal    |                                                         |
| 2001 | Brava Gente                | Diprofundo                     | 3 episódios                                             |
| 2001 | Sitio do Picapau Amarelo   | Dr. Austregésio                | Episódio: "Viagem ao Céu"                               |
| 2002 | Sitio do Picapau Amarelo   | Trovoada                       | Episódio: "O Cangaceiro Lobisomem"                      |
| 2002 | Brava Gente                | Diprofundo                     | Episódio: "Arioswaldo e o lobisomen"                    |
| 2003 | Kubanacan                  | Hernando Schindler             |                                                         |
| 2004 | Um Só Coração              | David Rosenberg                |                                                         |
| 2004 | Começar de Novo            | Ademar                         |                                                         |
| 2006 | Sinhá Moça                 | Augusto                        |                                                         |
| 2007 | Duas Caras                 | Dr. Helmut Erdann              |                                                         |
| 2008 | Casos e Acasos             | Tio Jayme                      | Episódio: "O Papai Noel, a Perna Quebrada e o Presépio" |
| 2009 | Paraíso                    | Padre Bento                    |                                                         |
| 2010 | Escrito nas Estrelas       | Anjo Athael                    |                                                         |
| 2012 | Amor Eterno Amor           | Seu Francisco                  |                                                         |
| 2015 | Além do Tempo              | Padre Luís                     |                                                         |
| 2015 | Além do Tempo              | Luís Carmossino                |                                                         |
| 2016 | Velho Chico                | Padre Benício                  |                                                         |
| 2017 | Os Dias Eram Assim         | Dr. Vicente                    |                                                         |
| 2018 | Sob Pressão                | Coronel Botelho                | Episódio: "23 de outubro"                               |

### Cinema
Como ator
| Ano  | Título                                       | Papel                   |
| ---- | -------------------------------------------- | ----------------------- |
| 1968 | Massacre no Supermercado                     | Mário                   |
| 1969 | O Bravo Guerreiro                            | Rodrigues               |
| 1973 | O Descarte                                   | Motoqueiro              |
| 1975 | O Esquadrão da Morte                         | Beto                    |
| 1976 | Aleluia, Gretchen                            | Eurico                  |
| 1977 | Snuff, Vítimas do Prazer                     | Edson Lima              |
| 1984 | Memórias do Cárcere                          | Graciliano Ramos        |
| 1991 | Os Cornos de Cronos                          | Alexandre               |
| 1998 | O Primeiro Dia                               | Pedro                   |
| 2002 | As Três Marias                               | Firmino Santos Guerra   |
| 2003 | O Aleijadinho: Paixão, Glória e Suplício     | Cláudio Manoel da Costa |
| 2006 | Brasília 18%                                 | Sílvio Romero           |
| 2008 | Bezerra de Menezes - O Diário de um Espírito | Bezerra de Menezes      |
| 2008 | Mistéryos                                    | VX                      |
| 2009 | Um Homem Qualquer                            | Isidoro                 |
| 2018 | Diminuta                                     | Mark Anderson           |
| 2019 | O Trampo                                     | Gângster                |
| 2021 | De Repente, Eu Te Amo!                       | Rodrigo                 |
| 2024 | Memórias Ocultas                             | Dr. Yuri Koslov         |

Parte Técnica
| Ano  | Título          | Notas             |
| ---- | --------------- | ----------------- |
| 1977 | O Frango Assado | Direção e Roteiro |
| 2019 | O Trampo        | Direção e Roteiro |

## Teatro[13]
| Ano  | Título                              |
| ---- | ----------------------------------- |
| 1965 | Electra                             |
| 1966 | O Triciclo                          |
| 1966 | Preversão                           |
| 1967 | A Saída? Onde Fica a Saída?         |
| 1968 | O Apocalipse ou O Capeta de Caruaru |
| 1970 | O Balcão                            |
| 1971 | As Hienas                           |
| 1974 | O Monta-Carga                       |
| 1976 | O Santo Inquérito                   |
| 1976 | Vestido de Noiva                    |
| 1978 | Nó Cego                             |
| 1980 | Transaminases                       |
| 2017 | Iscariotes: A Outra Face            |
| 2025 | Lotte Zweig, a mulher silenciada    |

### Internet
| Ano           | Título                | Cargo        | Plataforma |
| ------------- | --------------------- | ------------ | ---------- |
| 2019-presente | Nas Veredas do Vereza | Apresentador | YouTube    |